# Franz Schmitten

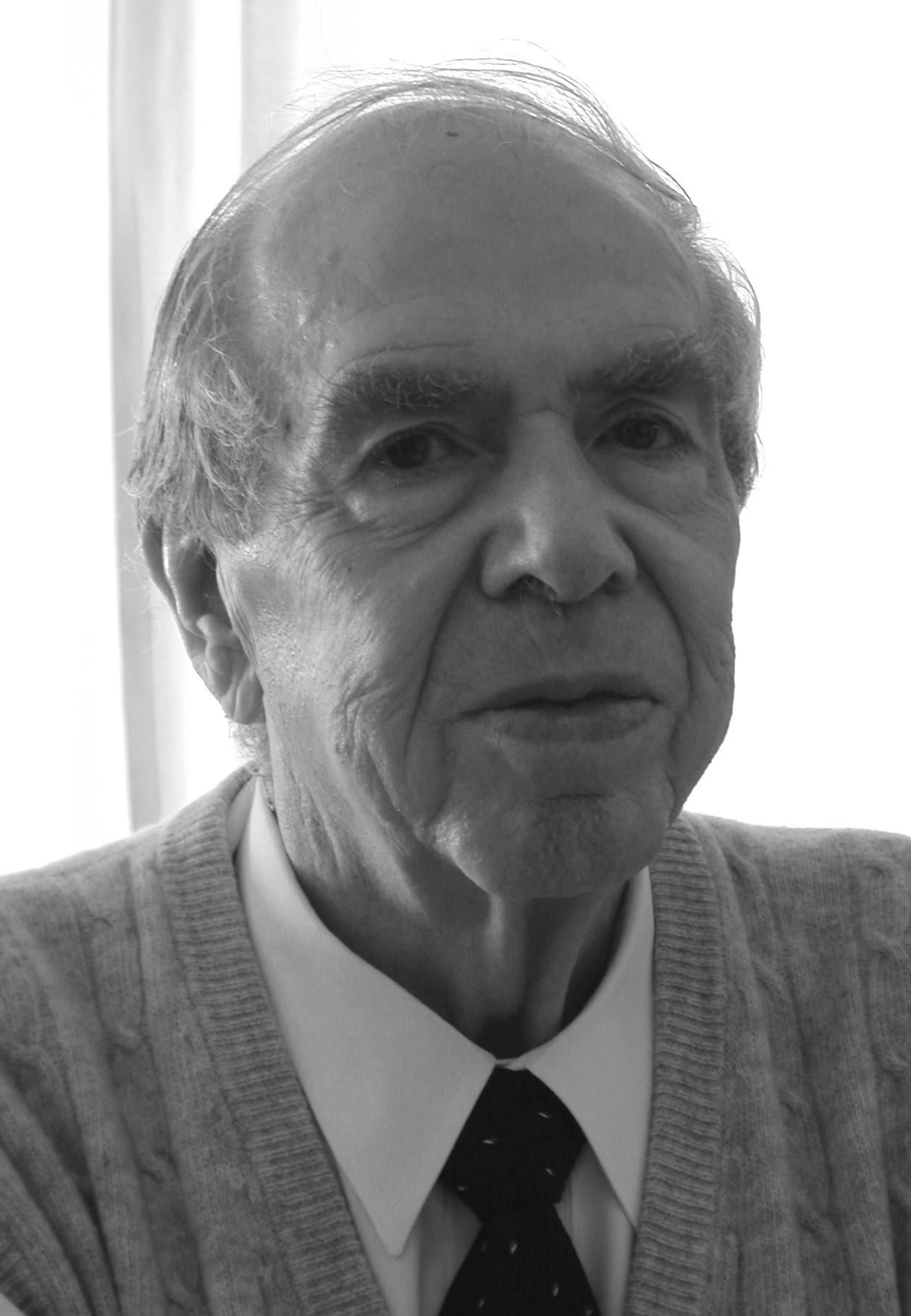
Franz Schmitten (2004)

Franz Schmitten (* 5. Mai 1929 in Insul bei Adenau; † 14. August 2011 in Bonn) war ein deutscher Tierzuchtwissenschaftler und Hochschullehrer. Er wirkte an der Landwirtschaftlichen Fakultät der Universität Bonn.

## Leben
Schmitten legte im Jahr 1948 am Realgymnasium Ahrweiler die Abiturprüfung ab, erhielt die praktische landwirtschaftliche Ausbildung im elterlichen Betrieb sowie auf dem Gut Vellerhof in der Eifel, studierte von 1951 bis 1954 Landwirtschaftswissenschaften an der Rheinischen Friedrich-Wilhelms-Universität in Bonn und schloss mit dem Examen als Diplomlandwirt ab. Es folgten die Anstellung als Doktorand am dortigen Institut für Tierzucht mit der Promotion zum Dr. agr. im Jahr 1958 bei Heinrich Havermann, die Tätigkeit als Assistent, ab 1962 als Oberassistent und 1967 mit der Habilitation im Fach Tierzucht und Haustiergenetik als Privatdozent. Im Jahr 1970 wurde Schmitten zum außerplanmäßigen Professor für Tierzucht und Tierhaltung ernannt, übernahm 1971 kommissarisch und 1973 nach der Berufung zum ordentlichen Professor geschäftsführend die Leitung des damaligen Institutes für Tierzucht und Tierhaltung sowie des Versuchsguts Frankenforst mit einer Mastprüfanstalt.
In seiner wissenschaftlichen Tätigkeit befasste sich Schmitten zunächst mit Fragestellungen aus der Tierfütterung wie z. B. der Bedeutung der Mineralstoffe bei Rindern und Schweinen, den Verwertungsmöglichkeiten des betriebseigenen Getreides im Schweinestall und der Erzeugung von Kalbfleisch. Auf den Gebieten der Tierzucht und -haltung schätzte er phänotypische und genetische Parameter für Merkmale der Mastleistung und des Schlachtkörperwertes beim Schwein und ihre Beziehungen zueinander.
Bei den Untersuchungen zur Qualität tierischer Produkte und ihrer Beeinflussung durch Züchtung und Produktionstechnik setzten er und seine Mitarbeiter folgende Schwerpunkte:
- Methodik der Leistungsprüfungen, darunter die Ausarbeitung von Richtlinien für den Warentest im Haus Düsse zur neutralen Prüfung verschiedener Schweineherkünfte,
- Schätzung von Parametern für Leistungsmerkmale, Konstruktion von Selektionsindices zur Bewertung von Zuchtebern, Planung von Zuchtprogrammen,
- Bewertung der Fleischfülle, -beschaffenheit und Stressanfälligkeit durch Einführung neuer Merkmale wie z. B. der Bonner Formel zur Schätzung des Muskelfleischanteils von Prüfschweinen ohne Teilstückzerlegung und die Nutzung neuer Parameter zur Beurteilung der Fleischqualität und damit der Beginn der Sanierung gegen Stressanfälligkeit einiger Schweinerassen,
- Vorschläge zur gezielten Dreirassen-Gebrauchskreuzung bei Rindern und Schweinen,
- Beurteilung produktionstechnisch relevanter Einflüsse und Einflussgrößen auf Fleischleistungsmerkmale bei Kälbern, Rindern und Schweinen.

Schmitten beteiligte sich aktiv an der Fortbildung der landwirtschaftlichen Lehr- und Beratungskräfte sowie an den Tagungen für Tierzuchtbeamte aus Nordrhein-Westfalen (NRW), Rheinland-Pfalz und dem Saarland. Er unterstützte besonders die Zuchtorganisationen in NRW bei der Planung und Durchführung von Zuchtprogrammen für Rinder, Schweine und Pferde und hielt zahlreiche Vorträge. Mit über 250 Veröffentlichungen publizierte er die wissenschaftlichen Ergebnisse und betreute mehr als 30 Doktoranden. In seinem Verantwortungsgebiet gab er die Tierfütterung an das Institut für Tierernährung ab und erweiterte die Bereiche Haustiergenetik, Tierhaltungstechnik und Kleintierzucht.
Im Jahr 1994 trat er in den altersmäßigen Ruhestand, war aber weiter als Berater der Landwirtschaftskammern und anderer Organisationen tätig. In Anerkennung seiner hervorragenden wissenschaftlichen Leistungen auf dem Gebiet der Tierzucht und -haltung, der intensiven Vermittlung wissenschaftlicher Erkenntnisse in die Praxis und erfolgreichen Tätigkeit als langjähriger Schriftleiter der Zeitschrift Züchtungskunde wurde er am 27. September 2004 in Güstrow zum Ehrenmitglied der DGfZ ernannt.

## Ehrenamt
- Mitglied zahlreicher Gremien und Ausschüsse der Universität Bonn, deren Landw. Fakultät sowie bei wissenschaftlichen und landwirtschaftlichen Organisationen
- 1973–1994 Vorsitzender des Direktoriums der Versuchsgüter der Universität Bonn
- 1976/77 Dekan der Landwirtschaftlichen Fakultät der Universität Bonn und Mitbegründer der Theodor-Brinkmann-Stiftung zur Förderung des Forschungsschwerpunktes  Umweltfreundliche Tier- und Pflanzenproduktion
- wissenschaftliche Aufsicht über die Leistungsprüfanstalten
- Mitglied im Prüfungsausschuss für die Große Agrarwirtschaftliche Staatsprüfung im Bundesland NRW
- Berufenes Mitglied der Landwirtschaftskammer Rheinland
- 1981–1987 Mitglied des Beirates für tierische Veredlungswirtschaft
- Gutachter bei der Deutschen Forschungsgemeinschaft
- Mitglied im Wissenschaftlichen Beirat der Bundesanstalt für Fleischforschung in Kulmbach
- Mitglied in den Kommissionen für Schweine- und Rinderproduktion der Europäischen Vereinigung für Tierproduktion (EVT)
- Langjähriges Mitglied im Hauptausschuss der  Deutschen Gesellschaft für Züchtungskunde (DGfZ)
- Mitglied im Ausschuss für Fleischerzeugung der DGfZ
- 1972–2003 Schriftleiter der Fachzeitschrift Züchtungskunde der DGfZ

## Veröffentlichungen
- Untersuchungen über die Heubelüftung zur Ermittlung der Gesamtverluste und des Futterwertes von belüftetem Heu; Vergleichende Untersuchungen über die Verdaulichkeit von belüftetem und bodengetrocknetem Heu. Mit Alois Hövelkamp. Münster-Hiltrup : Landwirtschaftsverlag, 1958, 103 S.;
- Über die Bedeutung der Mineralstoffe und ihre Bedarfsdeckung bei Rindern und Schweinen in landwirtschaftlichen Betrieben mit unterschiedlicher Futtergrundlage im Landkreis Bonn. Bonn, Landw. Fak., Diss. 1958, 175 S.
- Untersuchungen zur Schätzung phänotypischer und genetischer Merkmale der Mastleistung und des Schlachtkörperwertes beim Schwein : unter besonderer Berücksichtigung der Fleischbeschaffenheit und ihrer Beziehung zur Schlachtkörperzusammensetzung, Hab. Schrift Univ. Bonn, Landw. Fak. 1967, 274 S.
- Handbuch Schweineproduktion: Züchtung – Ernährung – Produktionstechnik; Haltungssysteme – Krankheiten – Hygiene; Vermarktung – Wirtschaftlichkeit. Mitverfasser; 3., vollkommen überarb. und erw. Auflage, 1989, 400 S.; 4. Aufl., 1999;
- 75 Jahre Züchtungskunde : 1926 – 2003, Stuttgart : Ulmer, 2003, S. 285–416;

## Auszeichnungen
- 1989 Goldene Plakette der Landwirtschaftskammer Westfalen-Lippe
- Goldene Plakette der Landwirtschaftskammer Rheinland
- 1995 Goldene Ehrennadel des Zentralverbandes der Deutschen Schweineproduktion (ZDS)
- 1996 Hermann-von-Nathusius-Medaille in Gold der Deutschen Gesellschaft für Züchtungskunde (DGfZ)[3]
- 2004 Ehrenmitgliedschaft der DGfZ